# Bestiario (libro)
Bestiario es el primer libro de cuentos del escritor argentino Julio Cortázar, publicado por primera vez en el año 1951 por la editorial Sudamericana. Desde su publicación en adelante, el autor se perfiló como uno de los más destacados cuentistas en idioma español y de la Argentina del siglo XX y renovó el género fantástico.
Todos los cuentos del libro pertenecen a ese último género, y, en palabras del propio Cortázar, fueron escritos como autoterapias de tipo psicoanalítico. Al respecto, dijo: «Yo escribí esos cuentos sintiendo síntomas neuróticos que me molestaban». Entre ellos, destaca «Casa tomada», que fue leído como una alegoría acerca del contexto político y social de la Argentina durante la aparición del peronismo en la década de 1940.

## Contenido
Bestiario consta de ocho cuentos: «Casa tomada», «Carta a una señorita en París», «Lejana», «Ómnibus», «Cefalea», «Circe» «Las puertas del cielo» y «Bestiario».

### Casa tomada
Narra la historia de dos hermanos (Irene y el propio narrador), quienes siempre han residido en una casa muy antigua perteneciente a su familia, a cuyo mantenimiento y cuidado han dedicado su vida. Ninguno de los dos se ha casado bajo el pretexto de cuidar la casa, y les repugna la idea de que algún día cuando ellos mueran, primos lejanos la destruirán para hacer del terreno una nueva construcción o la venderán para enriquecerse. Después de una detallada descripción de la casa y de las meticulosas costumbres que ambos mantienen, el narrador relata que deben abandonar progresivamente distintas habitaciones a causa de unos ruidos imprecisos. Poco a poco la casa es «tomada» por estos intrusos invisibles y fantasmagóricos. Al final la casa entera queda en poder de los desconocidos y los hermanos deciden irse; al salir arrojan la llave por la alcantarilla con la esperanza de que nadie jamás entre a la casa «tomada».

### Carta a una señorita en París
El narrador le escribe una carta a una señorita llamada Andrée, quien se encuentra de visita en París mientras él cuida de su departamento de la calle Suipacha en Buenos Aires. El mismo está perfectamente ordenado, y el relator siente vergüenza de mover incluso las piezas más pequeñas. El motivo de la carta, se debe a un problema más bien «físico» que atraviesa el protagonista: vomita conejitos. Este inconveniente es descrito con detalle y el personaje lo considera tan natural que incluso tiene un espacio con alimentos para los conejitos en su balcón. Sin embargo, al mudarse comienza a vomitar conejitos cada uno o dos días. Pronto no sabe qué hacer con ellos ni cómo ocultárselos a la empleada doméstica de Andrée (llamada Sara), quien cree que desconfían de su honradez. Los encierra en el clóset del dormitorio durante el día y los deja salir por la noche, quedándose despierto con ellos. Al principio son hermosos y tranquilos, por lo cual le es imposible matarlos, pero con el tiempo se hacen feos y empiezan a tener comportamientos extraños. Mientras solo eran diez, dice: «Tenía perfectamente resuelto el tema de los conejitos», no obstante, cuando aparece el undécimo, el narrador ya no puede contener la situación. Después de hacer todo lo posible por limpiar y reparar lo que los animales han roto, los arroja a la calle y deja la carta concluyendo: «No creo que les sea difícil juntar once conejitos salpicados sobre los adoquines, tal vez ni se fijen en ellos, atareados con el otro cuerpo que conviene llevarse pronto, antes de que pasen los primeros colegiales».

### Lejana
La protagonista del cuento, Alina Reyes, vive en Buenos Aires y registra en su diario no solo su acontecer cotidiano, sino sus más disparatadas ocurrencias y fantasías, lo cual le permite jugar con su nombre y convertirlo en un anagrama el cual dice: «Alina Reyes, es la reina y…», dejándolo inconcluso. El diario consigna, sobre todo, las extrañas y recurrentes premoniciones de Alina a partir de la figura de una desconocida, muy distinta a ella, una «lejana» la cual vive en Budapest, y es una indigente, la cual sufre frío y es maltratada; siente Alina una «súbita y necesaria ternura» por ella. Alina tiempo después se casa y le pide a su esposo, Luis María, que la lleve de luna de miel a Budapest. Él accede y la segunda tarde del viaje, Alina sale a caminar sola por la ciudad. Su intuición la guía al puente sobre el Danubio donde ya la aguarda la harapienta mujer de pelo negro y lacio, la «lejana», con la que siempre ha fantaseado. Una y otra se miran y caminan hasta la mitad del puente donde, sin saberlo, se han dado cita. Al encontrarse frente a frente y sin saber por qué, se estrechan en un abrazo fraternal durante el cual Alina y la «lejana» cambian sus identidades para que la primera se quede en Budapest, mientras la segunda, «lindísima en su traje gris», vuelve al hotel en donde la espera Luis María, su esposo.

### Ómnibus
Clara es una joven que viaja en un ómnibus, el cual pasa por el Cementerio de la Chacarita, aunque ella se bajará en la Estación Retiro. Empieza a ser observada groseramente por el conductor, el guarda y el resto de los pasajeros por no llevar flores. En el momento en el que Clara empieza a sentirse oprimida, un joven, también sin flores, aborda el mismo ómnibus y empieza a sucederle lo mismo. Los dos personajes crean un lazo de empatía y colaboración, el cual los ayuda a resistir el rechazo y opresión que cada vez se vuelve más agresivo e intenso. Al llegar a Retiro los dos jóvenes idean un plan para bajarse y lo logran descendiendo juntos y a la vez, agarrados de la mano. Al salir del bus, sin embargo, el lazo entre ellos parece romperse al comprar flores, ya que esto los hace iguales al resto. Finalmente, se sueltan y siguen su camino contentos.

### Cefalea
Un grupo de personas trabaja en una granja, lejos del pueblo, en el cuidado de las mancuspias, unos extraños animales (inexistentes en la vida real) los cuales transmiten enfermedades cerebrales y a los que mantienen en jaulas. Agotados, empiezan a sentir los síntomas de las diferentes enfermedades que transmiten las mancuspias. Se marean, sufren cefaleas. El Chango, mientras tanto, no contento con beberse el vino blanco que utilizan para alimentar a las mancuspias, roba uno de los caballos de la institución y huye con Leonor. En la granja, se están quedando sin comida y ya no tienen medio de transporte, por lo que no podrán cuidar de las mancuspias, las cuales empiezan a morir. A la mañana siguiente la policía trae al Chango, junto con el caballo, pero ya es tarde: la situación es insalvable, las mancuspias mueren lentamente y ellos no pueden hacer nada.

### Circe
Delia Mañara es «viuda» de dos novios, Rolo y Héctor: el primero murió al golpearse la cabeza contra el peldaño de una puerta y el segundo se suicidó. Mario —protagonista y narrador (aunque toma el lugar del narrador un personaje detrás de la cortina, pero en primera persona)— se enamora de Delia, la cual tiene una relación extraña con los animales y la preparación de productos como bombones y licor de naranja.

### Las puertas del cielo
Celina, enferma de tuberculosis, muere. El abogado Marcelo (el personaje principal) es despertado por José María quien, alterado, le anuncia la muerte de Celina. Juntos van a ver al viudo, Mauro, quien está triste, decaído por la muerte de Celina, e intentan animarlo. Marcelo decide llevarlo al Santa Fe Palace para que Mauro se distraiga, se anime, beba y conozca a nuevas mujeres. Al principio conoce a una señorita morena llamada Emma, con la que baila y bebe, logrando distraerse. Marcelo se da cuenta de que el local le trae muchos recuerdos de Celina y ve a su amigo perdiéndose entre el humo del ambiente, buscando a la mujer que tiene un gran parecido con su difunta mujer, buscando desesperadamente las puertas del cielo.

### Bestiario
Una adolescente de nombre Isabel va a pasar el verano en casa de sus parientes, los Funes, en una casa grande con peones, un arroyo, vegetación y un tigre custodiado por el capataz Don Roberto. Isabel se divierte en la casa jugando con su primo, pero vive «encarcelada» por las restricciones del horario del tigre, quien impone un toque de queda momentáneo por donde transita. Ni ella ni sus primos tienen libertad de movimiento, así que planifican con tiempo sus juegos: el de más dedicación para ellos es cuidar de un formicario de hormigas el tiempo que están encerrados. Al final del cuento, el felino burla la vigilancia y mata al tío Nene, dueño de la propiedad.